# Eric Mjöberg
Eric Mjöberg (Eric Georg Mjöberg), né en 1882 et décédé en 1938, est un zoologiste et ethnologue suédois.

## Hommages
mjobergi ou mjobergii sont des épithètes spécifiques rendant hommage à Eric Georg Mjöberg. Ils se rencontrent dans les noms binomiaux des espèces suivantes :
- Glaphyromorphus mjobergi, une espèce de sauriens de la famille des Scincidae,
- Gonocephalus mjobergi, une espèce de sauriens de la famille des Agamidae,
- Hersilia mjoebergi, une espèce d'araignées aranéomorphes de la famille des Hersiliidae,
- Leptobrachella mjobergi, une espèce d'amphibiens de la famille des Megophryidae nommée en l'honneur d'Eric Georg Mjöberg qui a obtenu les premiers spécimens,
- Lychas mjobergi, une espèce de scorpions de la famille des Buthidae,
- Philautus mjobergi, une espèce d'amphibiens de la famille des Rhacophoridae,
- Uperoleia mjobergii, une espèce d'amphibiens de la famille des Myobatrachidae.

## Publications

### 1910
- Mjoberg E., 1910 : (de) Studien über mallophagen und anopluren.